# Unione Calcio Sampdoria 2010-2011
Questa voce raccoglie le informazioni riguardanti l'Unione Calcio Sampdoria nelle competizioni ufficiali della stagione 2010-2011.

## Stagione
Dopo il quarto posto conseguito nella stagione 2009-10, che assicura il ritorno in Champions League a 19 anni dall'unica esperienza, Luigi Delneri abbandona i colori blucerchiati per accasarsi alla Juventus: l'incarico di allenatore viene così rilevato da Domenico Di Carlo. Il sorteggio per i play-off della massima competizione europea riserva alla Sampdoria un ostacolo di livello, rappresentato dal tedesco Werder Brema. Nell'incontro di andata, i liguri — già sotto di un gol — si ritrovano in inferiorità numerica e subiscono altre due reti nell'arco di pochi minuti: al 90' Pazzini trova il punto della bandiera, riaccendendo la speranza in vista del ritorno. La seconda sfida vede i doriani pareggiare il conto, grazie ad una doppietta del Pazzo ed alla rete di Cassano: il Werder segna però nei minuti di recupero, dilatando la contesa ai supplementari dove il definitivo 3-2 causa l'eliminazione della Sampdoria. Alla delusione continentale segue l'esordio in campionato, con una vittoria per 2-0 sulla Lazio. Già dal primo tour de force, la formazione evidenzia difficoltà soprattutto sul fronte nazionale ottenendo un solo successo in 6 giornate: più positivo è invece il cammino in Europa League, prima che una sconfitta ed un pari con il Metalist complichino i piani. L'affermazione sul campo del Lecce e il pareggio interno col Milan risollevano il morale, ma la sconfitta subìta in extremis contro il PSV rende aritmetica l'uscita dall'Europa. La domenica successiva, il 3-0 casalingo ai danni del Bari permette di salire temporaneamente al sesto posto superando — tra l'altro — il Genoa. Archiviata la partecipazione all'Europa League, i blucerchiati concludono il girone di andata a centro-classifica con 26 punti.
Il mercato invernale priva però l'undici genovese della coppia offensiva, con Pazzini e Cassano ceduti rispettivamente ad Inter e Milan. Gli stessi rossoneri eliminano la squadra dalla Coppa Italia, imponendosi per 2-0 nei quarti; la cessione del fantasista a questi ultimi è dettata dalla conseguenza di una polemica, sorta nei mesi precedenti per la diatriba col presidente Garrone. L'inizio del girone di ritorno, con appena 6 punti racimolati in 11 giornate, fa saltare la panchina: con una Sampdoria in caduta verticale, Alberto Cavasin rimpiazza Di Carlo alla guida. Nemmeno l'avvicendamento tecnico giova alle sorti dei doriani, che tornano alla vittoria soltanto a fine aprile condannando il Bari alla Serie B. Interessata a sua volta dalla lotta per evitare la retrocessione, la Sampdoria perde punti decisivi contro il Brescia e nel derby; in particolare, la sconfitta nella stracittadina permette al Lecce (sino a quel momento terzultimo in graduatoria) di operare il sorpasso. Alla penultima giornata, il successo dei giallorossi contro il Bari e la contestuale sconfitta dei blucerchiati col Palermo definiscono la classifica: ad appena 12 mesi dalla qualificazione in Champions League, i genovesi retrocedono in serie cadetta. Il campionato viene chiuso in terzultima posizione, con 5 punti di ritardo dai salentini.

## Divise e sponsor
Lo sponsor tecnico per la stagione 2010-2011 è Kappa, mentre lo sponsor ufficiale in campionato è ERG Mobile.
| Casa | Trasferta | Terza Divisa | Portiere |

## Organigramma societario
Area direttiva
- Presidente: Riccardo Garrone
- Vice presidente: Fabrizio Parodi
- Consiglieri: Vittorio Garrone, Emanuele Repetto, Giorgio Vignolo, Monica Mondini, Enrico Cisnetto

Area organizzativa
- Segretario generale: Umberto Marino
- Team manager: Giorgio Ajazzone

Area comunicazione
- Responsabile area comunicazione: Alberto Marangon
- Ufficio Stampa: Matteo Gamba

Area marketing
- Ufficio marketing: Marco Caroli, Cristina Serra, Christian Monti, Angelo Catanzano

Area tecnica
- Direttore sportivo: Doriano Tosi
- Coordinatore Osservatori: Riccardo Pecini
- Allenatore: Domenico Di Carlo (fino al 7 marzo 2011), poi Alberto Cavasin
- Allenatore in seconda: Roberto Murgita (fino al 7 marzo 2011), poi Gabriele Baldassarri
- Collaboratore tecnico: Francesco Pedone
- Preparatori atletici: Gianni Brignardello (fino al 7 marzo 2021), Agostino Tibaudi,  Alfredo Vergori (dal 7 marzo 2021)
- Preparatore dei portieri: Guido Bistazzoni
- Recupero infortuni: Andrea Scanavino

Area sanitaria
- Responsabile sanitario: Dott. Amedeo Baldari
- Medici sociali: Dott. Claudio Mazzola, Dott. Gianedilio Solimei
- Fisioterapisti: Marco Bertuzzi, Mauro Doimi
- Massaggiatori: Cosimo Cannas, Maurizio Lo Biundo

## Rosa
| N. |                               | Ruolo | Calciatore                |
| -- | ----------------------------- | ----- | ------------------------- |
| 1  | Brasile (bandiera)            | P     | Angelo da Costa           |
| 2  | Croazia (bandiera)            | D     | Vedran Celjak             |
| 3  | Svizzera (bandiera)           | D     | Reto Ziegler              |
| 4  | Italia (bandiera)             | C     | Daniele Dessena           |
| 5  | Italia (bandiera)             | D     | Pietro Accardi            |
| 6  | Italia (bandiera)             | D     | Stefano Lucchini          |
| 7  | Italia (bandiera)             | C     | Daniele Mannini           |
| 8  | Italia (bandiera)             | C     | Stefano Guberti           |
| 9  | Italia (bandiera)             | A     | Nicola Pozzi              |
| 10 | Italia (bandiera)             | A     | Giampaolo Pazzini         |
| 11 | Ungheria (bandiera)           | C     | Vladimir Koman            |
| 12 | Argentina (bandiera)          | C     | Fernando Tissone          |
| 13 | Italia (bandiera)             | D     | Romano Perticone          |
| 14 | Guinea Equatoriale (bandiera) | C     | Pedro Obiang              |
| 16 | Italia (bandiera)             | C     | Andrea Poli               |
| 17 | Italia (bandiera)             | C     | Angelo Palombo (capitano) |
| 18 | Ungheria (bandiera)           | D     | Zsolt Laczkó              |
| 19 | Italia (bandiera)             | D     | Fabrizio Cacciatore       |
| 20 | Svizzera (bandiera)           | C     | Marco Padalino            |
| 21 | Italia (bandiera)             | C     | Paolo Sammarco            |
| 22 | Italia (bandiera)             | P     | Vincenzo Fiorillo         |
| 23 | Uruguay (bandiera)            | A     | Bruno Fornaroli           |

| N. |                       | Ruolo | Calciatore                          |
| -- | --------------------- | ----- | ----------------------------------- |
| 24 | Svizzera (bandiera)   | D     | Jonathan Rossini                    |
| 25 | Costa Rica (bandiera) | D     | Gilberto Martínez                   |
| 26 | Italia (bandiera)     | D     | Massimo Volta                       |
| 27 | Francia (bandiera)    | C     | Jonathan Biabiany                   |
| 28 | Italia (bandiera)     | D     | Daniele Gastaldello (vice capitano) |
| 32 | Italia (bandiera)     | A     | Massimo Maccarone                   |
| 41 | Italia (bandiera)     | A     | Federico Macheda                    |
| 50 | Italia (bandiera)     | D     | Edoardo Blondett                    |
| 51 | Italia (bandiera)     | P     | Davide Negretti                     |
| 52 | Italia (bandiera)     | D     | Andrea Grieco                       |
| 53 | Italia (bandiera)     | D     | Fabio Lamorte                       |
| 54 | Italia (bandiera)     | D     | Daniele Messina                     |
| 55 | Serbia (bandiera)     | C     | Nenad Krstičić                      |
| 56 | Italia (bandiera)     | C     | Fabio Oliviero                      |
| 77 | Italia (bandiera)     | C     | Franco Semioli                      |
| 78 | Italia (bandiera)     | D     | Luciano Zauri                       |
| 85 | Italia (bandiera)     | P     | Gianluca Curci                      |
| 89 | Italia (bandiera)     | A     | Guido Marilungo                     |
| 90 | Italia (bandiera)     | A     | Emanuele Testardi                   |
| 91 | Italia (bandiera)     | A     | Simone Zaza                         |
| 92 | Italia (bandiera)     | P     | Andrea Tozzo                        |
| 99 | Italia (bandiera)     | A     | Antonio Cassano                     |

## Calciomercato

### Sessione estiva(dall'1/7 all'1/9)
In estate viene acquistato l'intero cartellino di Nicola Pozzi, la metà di quello di Stefano Guberti e viene rinnovato il prestito di Luciano Zauri; in più vengono confermati Gastaldello, Ziegler, Palombo, Poli, Cassano e Pazzini.
Inoltre la Sampdoria completa la propria rosa con il ritorno di alcuni giovani Massimo Volta, Jonathan Rossini, Daniele Dessena, Vladimir Koman e Guido Marilungo.
Il portiere Marco Storari viene sostituito da Gianluca Curci.
| Acquisti | Acquisti             | Acquisti          | Acquisti          |
| R.       | Nome                 | da                | Modalità          |
| -------- | -------------------- | ----------------- | ----------------- |
| P        | Gianluca Curci       | Siena             | comproprietà      |
| P        | Vincenzo Fiorillo    | Reggina           | fine prestito     |
| P        | Angelo da Costa      |                   | svincolato        |
| D        | Marius Stankevičius  | Siviglia          | fine prestito     |
| D        | Massimo Volta        | Cesena            | fine prestito     |
| D        | Jonathan Rossini     | Sassuolo          | fine prestito     |
| D        | Gianluigi Bianco     | Sassuolo          | fine prestito     |
| D        | Matteo Lanzoni       | Mantova           | fine prestito     |
| D        | Alessandro Bastrini  | Salernitana       | fine prestito     |
| D        | Luciano Zauri        | Lazio             | prestito          |
| C        | Bruno Fontes Da Mota | Le Mont           | fine prestito     |
| C        | Daniele Dessena      | Parma             | definitivo        |
| C        | Vladimir Koman       | Bari              | fine prestito     |
| C        | Paolo Sammarco       | Udinese           | fine prestito     |
| C        | Mirko Eramo          | Monza             | fine prestito     |
| C        | Francesco Signori    | Vicenza           | fine prestito     |
| C        | Stefano Guberti      | Roma              | compartecipazione |
| A        | Nicola Pozzi         | Empoli            | riscatto          |
| A        | Guido Marilungo      | Lecce             | fine prestito     |
| A        | Salvatore Foti       | Piacenza          | fine prestito     |
| A        | Simone Zaza          |                   | svincolato        |
| A        | Mattia Mustacchio    | Brescia           | definitivo        |
| A        | Emanuele Testardi    | Pescara           | riscatto          |
| A        | Bruno Fornaroli      | Recreativo Huelva | fine prestito     |
| A        | Gabriel Enzo Ferrari | Ternana           | fine prestito     |

| Cessioni | Cessioni             | Cessioni     | Cessioni      |
| R.       | Nome                 | a            | Modalità      |
| -------- | -------------------- | ------------ | ------------- |
| P        | Marco Storari        | Milan        | fine prestito |
| P        | Luca Castellazzi     | Inter        | definitivo    |
| P        | Mario Cassano        | Piacenza     | fine prestito |
| P        | Matteo Guardalben    |              | svincolato    |
| P        | Antonio Mirante      | Parma        | definitivo    |
| P        | Daniele Padelli      | Bari         | prestito      |
| D        | Marco Rossi          | Parma        | fine prestito |
| D        | Ivan Artipoli        | Lazio        | definitivo    |
| D        | Matteo Lanzoni       | Portogruaro  | prestito      |
| D        | Vasco Regini         | Foggia       | prestito      |
| D        | Alessandro Bastrini  | Vicenza      | comproprietà  |
| D        | Gianluigi Bianco     | Sassuolo     | prestito      |
| D        | Marius Stankevičius  | Valencia     | prestito      |
| C        | Bruno Fontes Da Mota |              | svincolato    |
| C        | Daniele Franceschini |              | svincolato    |
| C        | Roberto Soriano      | Empoli       | prestito      |
| C        | Danilo Soddimo       | Pescara      | definitivo    |
| C        | Mirko Eramo          | Crotone      | prestito      |
| C        | Francesco Signori    | Modena       | prestito      |
| A        | Gabriel Enzo Ferrari |              | svincolato    |
| A        | Dieter Elsneg        | Frosinone    | fine prestito |
| A        | Stefan Šćepović      | OFK Belgrado | fine prestito |
| A        | Mattia Mustacchio    | Varese       | prestito      |
| A        | Emanuele Testardi    | Gubbio       | prestito      |
| A        | Salvatore Foti       | Empoli       | prestito      |

### Sessione invernale(dal 3/01 al 1/02)
| Acquisti | Acquisti          | Acquisti       | Acquisti          |
| R.       | Nome              | da             | Modalità          |
| -------- | ----------------- | -------------- | ----------------- |
| D        | Bruno Martella    | Pescara        | compartecipazione |
| D        | Zsolt Laczkó      | Debrecen       | definitivo        |
| D        | Vedran Celjak     | NK Zagabria    | definitivo        |
| D        | Romano Perticone  | Livorno        | prestito          |
| D        | Gilberto Martínez | Brescia        | prestito          |
| D        | Gianluigi Bianco  | Sassuolo       | fine prestito     |
| A        | Federico Macheda  | Manchester Utd | prestito          |
| A        | Massimo Maccarone | Palermo        | definitivo        |
| A        | Mauro Icardi      | Barcellona     | prestito          |
| A        | Jonathan Biabiany | Inter          | definitivo        |
| A        | Mattia Mustacchio | Varese         | fine prestito     |
| A        | Emanuele Testardi | Gubbio         | fine prestito     |

| Cessioni | Cessioni            | Cessioni  | Cessioni   |
| R.       | Nome                | a         | Modalità   |
| -------- | ------------------- | --------- | ---------- |
| P        | Vincenzo Fiorillo   | Spezia    | prestito   |
| D        | Jonathan Rossini    | Sassuolo  | prestito   |
| D        | Fabrizio Cacciatore | Siena     | prestito   |
| D        | Gianluigi Bianco    | Frosinone | prestito   |
| D        | Pietro Accardi      | Brescia   | prestito   |
| C        | Paolo Sammarco      | Cesena    | prestito   |
| C        | Fabio Oliviero      | Viareggio | prestito   |
| A        | Antonio Cassano     | Milan     | definitivo |
| A        | Guido Marilungo     | Atalanta  | definitivo |
| A        | Bruno Fornaroli     | Nacional  | prestito   |
| A        | Giampaolo Pazzini   | Inter     | definitivo |
| A        | Mattia Mustacchio   | Vicenza   | prestito   |

## Risultati

### Serie A

#### Girone di andata
| Arbitro: | Romeo (Verona) |

|                                |           |  |
| Cassano 60’ (rig.) Guberti 71’ | Marcatori |  |

| Arbitro: | Mazzoleni (Bergamo) |

|                                         |           |                            |
| Marchisio 43’ Pepe 50’ Quagliarella 67’ | Marcatori | 36’, 73’ Pozzi 64’ Cassano |

| Arbitro: | Valeri (Roma) |

|                    |           |                       |
| Cassano 78’ (rig.) | Marcatori | 83’ Hamšík 86’ Cavani |

| Cagliari 22 settembre 2010, ore 20:45 CEST 4ª giornata | Cagliari            | 0 – 0 referto | Sampdoria | Stadio Sant'Elia\| Arbitro: \| Pierpaoli (Firenze) \| |
| Arbitro:                                               | Pierpaoli (Firenze) |               |           |                                                       |

| Genova 26 settembre 2010, ore 15:00 CEST 5ª giornata | Sampdoria           | 0 – 0 referto | Udinese | Stadio Luigi Ferraris (21.478 spett.)\| Arbitro: \| Gervasoni (Mantova) \| |
| Arbitro:                                             | Gervasoni (Mantova) |               |         |                                                                            |

| Arbitro: | Baracani (Firenze) |

|            |           |                        |
| Britos 64’ | Marcatori | 45+1’ (aut.) Portanova |

| Arbitro: | Brighi (Cesena) |

|                         |           |               |
| Ziegler 81’ Cassano 82’ | Marcatori | 6’ Marchionni |

| Arbitro: | Orsato (Schio) |

|           |           |             |
| Eto'o 80’ | Marcatori | 62’ Guberti |

| Arbitro: | Domenico Celi (Campobasso) |

|  |           |               |
|  | Marcatori | 90+2’ Pazzini |

| Genova 7 novembre 2010, ore 15:00 CET 10ª giornata | Sampdoria           | 0 – 0 referto | Catania | Stadio Luigi Ferraris (20.778 spett.)\| Arbitro: \| Giannoccaro (Lecce) \| |
| Arbitro:                                           | Giannoccaro (Lecce) |               |         |                                                                            |

| Arbitro: | Peruzzo (Schio) |

|             |           |  |
| Bojinov 84’ | Marcatori |  |

| Genova 14 novembre 2010, ore 15:00 CET 12ª giornata | Sampdoria        | 0 – 0 referto | Chievo | Stadio Luigi Ferraris (20.526 spett.)\| Arbitro: \| Pinzani (Empoli) \| |
| Arbitro:                                            | Pinzani (Empoli) |               |        |                                                                         |

| Arbitro: | Gava (Conegliano) |

|                               |           |                             |
| Di Michele 72’ Diamoutene 83’ | Marcatori | 8’, 40’ (rig.), 88’ Pazzini |

| Arbitro: | Mazzoleni (Bergamo) |

|             |           |             |
| Pazzini 59’ | Marcatori | 43’ Robinho |

| Arbitro: | Pierpaoli (Firenze) |

|                                     |           |  |
| Pazzini 17’ (rig.) Guberti 56’, 61’ | Marcatori |  |

| Arbitro: | Giannoccaro (Lecce) |

|             |           |  |
| Córdova 13’ | Marcatori |  |

| Arbitro: | Morganti (Ascoli Piceno) |

|  |           |             |
|  | Marcatori | 55’ Rafinha |

| Arbitro: | Celi (Campobasso) |

|                                          |           |  |
| Miccoli 36’ Migliaccio 49’ Maccarone 78’ | Marcatori |  |

| Arbitro: | Rocchi (Firenze) |

|                              |           |             |
| Pozzi 58’ (rig.) Guberti 83’ | Marcatori | 17’ Vučinić |

#### Girone di ritorno
| Arbitro: | Rizzoli (Bologna) |

|           |           |  |
| Kozák 84’ | Marcatori |  |

| Genova 23 gennaio 2011, ore 15:00 CET 21ª giornata | Sampdoria     | 0 – 0 referto | Juventus | Stadio Luigi Ferraris (25.933 spett.)\| Arbitro: \| Valeri (Roma) \| |
| Arbitro:                                           | Valeri (Roma) |               |          |                                                                      |

| Arbitro: | Rocchi (Firenze) |

|                                        |           |  |
| Cavani 16’, 45’ (rig.), 57’ Hamšík 48’ | Marcatori |  |

| Arbitro: | Peruzzo (Schio) |

|  |           |                |
|  | Marcatori | 37’ Nainggolan |

| Arbitro: | Pierpaoli (Firenze) |

|                           |           |  |
| Sánchez 18’ Di Natale 40’ | Marcatori |  |

| Arbitro: | Gervasoni (Mantova) |

|                                          |           |            |
| Palombo 8’ Gastaldello 11’ Maccarone 15’ | Marcatori | 65’ Paponi |

| Firenze 20 febbraio 2011, ore 15:00 CET 26ª giornata | Fiorentina        | 0 – 0 referto | Sampdoria | Stadio Artemio Franchi (21.723 spett.)\| Arbitro: \| Rizzoli (Bologna) \| |
| Arbitro:                                             | Rizzoli (Bologna) |               |           |                                                                           |

| Arbitro: | Gervasoni (Mantova) |

|  |           |                          |
|  | Marcatori | 73’ Sneijder 90+4’ Eto'o |

| Arbitro: | Orsato (Schio) |

|                                  |           |                                 |
| Volta 83’ Maccarone 90+2’ (rig.) | Marcatori | 43’ Parolo 46’, 48’ Giaccherini |

| Arbitro: | Rizzoli (Bologna) |

|           |           |  |
| Llama 75’ | Marcatori |  |

| Arbitro: | Valeri (Roma) |

|  |           |              |
|  | Marcatori | 65’ Zaccardo |

| Verona 3 aprile 2011, ore 15:00 CET 31ª giornata | Chievo          | 0 – 0 referto | Sampdoria | Stadio Bentegodi (14.456 spett.)\| Arbitro: \| Brighi (Cesena) \| |
| Arbitro:                                         | Brighi (Cesena) |               |           |                                                                   |

| Arbitro: | Tagliavento (Terni) |

|               |           |                               |
| Maccarone 69’ | Marcatori | 39’ Di Michele 56’ R. Olivera |

| Arbitro: | Celi (Campobasso) |

|                                            |           |  |
| Seedorf 20’ Cassano 54’ (rig.) Robinho 61’ | Marcatori |  |

| Arbitro: | Gervasoni (Mantova) |

|  |           |                  |
|  | Marcatori | 60’ (rig.) Pozzi |

| Arbitro: | Rocchi (Firenze) |

|                                     |           |                                 |
| Pozzi 55’ Tissone 63’ Mannini 90+2’ | Marcatori | 50’ Éder 58’, 84’ A. Caracciolo |

| Arbitro: | Tagliavento (Terni) |

|                                  |           |           |
| Floro Flores 45+1’ Boselli 90+7’ | Marcatori | 67’ Pozzi |

| Arbitro: | Mazzoleni (Bergamo) |

|              |           |                           |
| Biabiany 50’ | Marcatori | 45+2’ Miccoli 86’ Pinilla |

| Arbitro: | Banti (Livorno) |

|                                     |           |             |
| Totti 30’ Vučinić 70’ Borriello 86’ | Marcatori | 26’ Mannini |

### Coppa Italia

#### Fase finale
| Arbitro: | Celi (Campobasso) |

|                                               |                      |                                      |
| Macheda 32’ Pazzini 108’ (rig.)               | Marcatori            | 90’ Isla 91’ Denis                   |
| Mannini Pozzi Guberti Ziegler Pazzini Tissone | Tiri di rigore 5 – 4 | Sánchez Abdi Inler Armero Denis Isla |

| Arbitro: | Mazzoleni (Bergamo) |

|             |           |               |
| Guberti 50’ | Marcatori | 17’, 22’ Pato |

### Champions League

#### Play-off
| Arbitro: | Lannoy |

|                                         |           |             |
| Fritz 51’ Frings 67’ (rig.) Pizarro 69’ | Marcatori | 90’ Pazzini |

| Arbitro: | Kassai |

|                             |           |                              |
| Pazzini 8’, 13’ Cassano 85’ | Marcatori | 90+3’ Rosenberg 100’ Pizarro |

### Europa League

#### Fase a gironi
| Arbitro: | Kircher |

|               |           |                |
| Dzsudzsák 90’ | Marcatori | 25’ Cacciatore |

| Arbitro: | Kovařik |

|                    |           |  |
| Pazzini 18’ (rig.) | Marcatori |  |

| Arbitro: | Meyer |

|                               |           |           |
| Taison 38’ Cleiton Xavier 73’ | Marcatori | 32’ Koman |

| Genova 4 novembre 2010, ore 21:05 CET 4ª giornata | Sampdoria | 0 – 0 referto | Metalist | Stadio Luigi Ferraris (13.259 spett.)\| Arbitro: \| Vitienes \| |
| Arbitro:                                          | Vitienes  |               |          |                                                                 |

| Arbitro: | Strömbergsson |

|               |           |                   |
| Pazzini 45+3’ | Marcatori | 51’, 90’ Toivonen |

| Arbitro: | Sukhina |

|                |           |  |
| Kabát 48’, 86’ | Marcatori |  |

## Statistiche

### Statistiche di squadra
Statistiche aggiornate al 22 maggio 2011.
| Competizione     | Punti | In casa | In casa | In casa | In casa | In casa | In casa | In trasferta | In trasferta | In trasferta | In trasferta | In trasferta | In trasferta | Totale | Totale | Totale | Totale | Totale | Totale | DR  |
| Competizione     | Punti | G       | V       | N       | P       | Gf      | Gs      | G            | V            | N            | P            | Gf           | Gs           | G      | V      | N      | P      | Gf     | Gs     | DR  |
| ---------------- | ----- | ------- | ------- | ------- | ------- | ------- | ------- | ------------ | ------------ | ------------ | ------------ | ------------ | ------------ | ------ | ------ | ------ | ------ | ------ | ------ | --- |
| Serie A          | 36    | 19      | 5       | 6       | 8       | 21      | 20      | 19           | 3            | 6            | 10           | 12           | 30           | 38     | 8      | 12     | 18     | 33     | 49     | −16 |
| Coppa Italia     | -     | 2       | 1       | 0       | 1       | 3       | 4       | 0            | 0            | 0            | 0            | 0            | 0            | 2      | 1      | 0      | 1      | 3      | 4      | −1  |
| Champions League | -     | 1       | 1       | 0       | 0       | 3       | 2       | 1            | 0            | 0            | 1            | 1            | 3            | 2      | 1      | 0      | 1      | 4      | 5      | −1  |
| Europa League    | -     | 3       | 1       | 1       | 1       | 2       | 2       | 3            | 0            | 1            | 2            | 2            | 5            | 6      | 1      | 2      | 3      | 4      | 7      | −3  |
| Totale           | -     | 25      | 8       | 7       | 10      | 29      | 28      | 23           | 3            | 7            | 13           | 15           | 38           | 48     | 11     | 14     | 23     | 44     | 65     | −21 |

### Andamento in campionato
| Giornata  | 1 | 2 | 3  | 4 | 5  | 6  | 7 | 8 | 9 | 10 | 11 | 12 | 13 | 14 | 15 | 16 | 17 | 18 | 19 | 20 | 21 | 22 | 23 | 24 | 25 | 26 | 27 | 28 | 29 | 30 | 31 | 32 | 33 | 34 | 35 | 36 | 37 | 38 |
| --------- | - | - | -- | - | -- | -- | - | - | - | -- | -- | -- | -- | -- | -- | -- | -- | -- | -- | -- | -- | -- | -- | -- | -- | -- | -- | -- | -- | -- | -- | -- | -- | -- | -- | -- | -- | -- |
| Luogo     | C | T | C  | T | C  | T  | C | T | T | C  | T  | C  | T  | C  | C  | T  | C  | T  | C  | T  | C  | T  | C  | T  | C  | T  | C  | C  | T  | C  | T  | C  | T  | T  | C  | T  | C  | T  |
| Risultato | V | N | P  | N | N  | N  | V | N | V | N  | P  | N  | V  | N  | V  | P  | P  | P  | V  | P  | N  | P  | P  | P  | V  | N  | P  | P  | P  | P  | N  | P  | P  | V  | N  | P  | P  | P  |
| Posizione | 3 | 3 | 11 | 9 | 12 | 14 | 7 | 8 | 6 | 6  | 7  | 10 | 8  | 8  | 6  | 8  | 9  | 10 | 9  | 10 | 10 | 13 | 14 | 14 | 14 | 14 | 14 | 14 | 15 | 16 | 15 | 16 | 18 | 17 | 17 | 18 | 18 | 18 |

Legenda:

Luogo: C = Casa; T = Trasferta. Risultato: V = Vittoria; N = Pareggio; P = Sconfitta.

### Statistiche dei giocatori
Sono in corsivo i calciatori che hanno lasciato la società a stagione in corso.
| Giocatore      | Serie A  | Serie A | Serie A     | Serie A    | Coppa Italia | Coppa Italia | Coppa Italia | Coppa Italia | Champions League | Champions League | Champions League | Champions League | Europa League | Europa League | Europa League | Europa League | Totale   | Totale | Totale      | Totale     |
| Giocatore      | Presenze | Reti    | Ammonizioni | Espulsioni | Presenze     | Reti         | Ammonizioni  | Espulsioni   | Presenze         | Reti             | Ammonizioni      | Espulsioni       | Presenze      | Reti          | Ammonizioni   | Espulsioni    | Presenze | Reti   | Ammonizioni | Espulsioni |
| -------------- | -------- | ------- | ----------- | ---------- | ------------ | ------------ | ------------ | ------------ | ---------------- | ---------------- | ---------------- | ---------------- | ------------- | ------------- | ------------- | ------------- | -------- | ------ | ----------- | ---------- |
| P. Accardi     | 9        | 0       | 3           | 0          | 1            | 0            | 0            | 0            | 0                | 0                | 0                | 0                | 1             | 0             | 0             | 0             | 11       | 0      | 3           | 0          |
| J. Biabiany    | 17       | 1       | 2           | 0          | 0            | 0            | 0            | 0            | 0                | 0                | 0                | 0                | 0             | 0             | 0             | 0             | 17       | 1      | 2           | 0          |
| F. Cacciatore  | 5        | 0       | 1           | 0          | 0            | 0            | 0            | 0            | 0                | 0                | 0                | 0                | 5             | 1             | 2             | 0             | 10       | 1      | 3           | 0          |
| A. Cassano     | 7        | 4       | 1           | 0          | 0            | 0            | 0            | 0            | 2                | 1                | 1                | 0                | 3             | 0             | 0             | 0             | 12       | 5      | 2           | 0          |
| G. Curci       | 35       | -40     | 2           | 0          | 0            | 0            | 0            | 0            | 2                | -5               | 0                | 0                | 4             | -5            | 0             | 0             | 41       | -50    | 2           | 0          |
| da Costa       | 4        | -8      | 1           | 0          | 2            | -4           | 0            | 0            | 0                | 0                | 0                | 0                | 2             | -2            | 0             | 0             | 8        | -14    | 1           | 0          |
| D. Dessena     | 22       | 0       | 3           | 0          | 1            | 0            | 0            | 1            | 1                | 0                | 1                | 0                | 6             | 0             | 1             | 0             | 30       | 0      | 5           | 1          |
| V. Fiorillo    | 0        | 0       | 0           | 0          | 0            | 0            | 0            | 0            | 0                | 0                | 0                | 0                | 0             | 0             | 0             | 0             | 0        | 0      | 0           | 0          |
| B. Fornaroli   | 1        | 0       | 0           | 0          | 0            | 0            | 0            | 0            | 0                | 0                | 0                | 0                | 0             | 0             | 0             | 0             | 1        | 0      | 0           | 0          |
| D. Gastaldello | 28       | 1       | 5           | 1          | 1            | 0            | 0            | 0            | 2                | 0                | 1                | 0                | 4             | 0             | 3             | 0             | 35       | 1      | 9           | 1          |
| S. Guberti     | 36       | 5       | 3           | 0          | 2            | 1            | 0            | 0            | 2                | 0                | 0                | 0                | 6             | 0             | 0             | 0             | 46       | 6      | 3           | 0          |
| V. Koman       | 27       | 0       | 1           | 0          | 1            | 0            | 0            | 0            | 0                | 0                | 0                | 0                | 6             | 1             | 1             | 0             | 34       | 1      | 2           | 0          |
| Z. Laczkó      | 9        | 0       | 2           | 0          | 0            | 0            | 0            | 0            | 0                | 0                | 0                | 0                | 0             | 0             | 0             | 0             | 9        | 0      | 2           | 0          |
| S. Lucchini    | 26       | 0       | 7           | 1          | 1            | 0            | 0            | 0            | 1                | 0                | 0                | 1                | 2             | 0             | 1             | 0             | 30       | 0      | 8           | 2          |
| M. Maccarone   | 17       | 3       | 0           | 0          | 1            | 0            | 1            | 0            | 0                | 0                | 0                | 0                | 0             | 0             | 0             | 0             | 18       | 3      | 1           | 0          |
| F. Macheda     | 13       | 0       | 2           | 0          | 2            | 1            | 0            | 0            | 0                | 0                | 0                | 0                | 0             | 0             | 0             | 0             | 15       | 1      | 2           | 0          |
| D. Mannini     | 30       | 2       | 4           | 1          | 2            | 0            | 1            | 0            | 2                | 0                | 0                | 0                | 6             | 0             | 1             | 0             | 40       | 2      | 6           | 1          |
| G. Marilungo   | 15       | 0       | 3           | 0          | 0            | 0            | 0            | 0            | 0                | 0                | 0                | 0                | 5             | 0             | 2             | 0             | 20       | 0      | 5           | 0          |
| G. Martínez    | 10       | 0       | 2           | 0          | 0            | 0            | 0            | 0            | 0                | 0                | 0                | 0                | 0             | 0             | 0             | 0             | 10       | 0      | 2           | 0          |
| P. Mba Obiang  | 4        | 0       | 0           | 0          | 0            | 0            | 0            | 0            | 0                | 0                | 0                | 0                | 1             | 0             | 0             | 0             | 5        | 0      | 0           | 0          |
| M. Padalino    | 1        | 0       | 0           | 0          | 0            | 0            | 0            | 0            | 0                | 0                | 0                | 0                | 1             | 0             | 1             | 0             | 2        | 0      | 1           | 0          |
| A. Palombo     | 34       | 1       | 2           | 0          | 2            | 0            | 0            | 0            | 2                | 0                | 1                | 0                | 4             | 0             | 0             | 0             | 42       | 1      | 3           | 0          |
| G. Pazzini     | 19       | 6       | 3           | 0          | 1            | 1            | 0            | 0            | 2                | 3                | 0                | 0                | 3             | 2             | 0             | 0             | 25       | 12     | 3           | 0          |
| R. Perticone   | 0        | 0       | 0           | 0          | 0            | 0            | 0            | 0            | 0                | 0                | 0                | 0                | 0             | 0             | 0             | 0             | 0        | 0      | 0           | 0          |
| A. Poli        | 20       | 0       | 5           | 1          | 2            | 0            | 1            | 0            | 1                | 0                | 0                | 0                | 4             | 0             | 1             | 0             | 27       | 0      | 7           | 1          |
| N. Pozzi       | 22       | 6       | 2           | 0          | 1            | 0            | 0            | 0            | 1                | 0                | 0                | 0                | 2             | 0             | 0             | 0             | 26       | 6      | 2           | 0          |
| J. Rossini     | 0        | 0       | 0           | 0          | 0            | 0            | 0            | 0            | 0                | 0                | 0                | 0                | 1             | 0             | 0             | 0             | 1        | 0      | 0           | 0          |
| P. Sammarco    | 0        | 0       | 0           | 0          | 0            | 0            | 0            | 0            | 0                | 0                | 0                | 0                | 1             | 0             | 0             | 0             | 1        | 0      | 0           | 0          |
| F. Semioli     | 7        | 0       | 0           | 0          | 0            | 0            | 0            | 0            | 2                | 0                | 0                | 0                | 1             | 0             | 1             | 0             | 10       | 0      | 1           | 0          |
| F. Tissone     | 24       | 1       | 3           | 1          | 2            | 0            | 1            | 0            | 2                | 0                | 0                | 0                | 1             | 0             | 0             | 0             | 29       | 1      | 4           | 1          |
| M. Volta       | 25       | 1       | 8           | 1          | 2            | 0            | 1            | 0            | 2                | 0                | 1                | 0                | 6             | 0             | 1             | 0             | 35       | 1      | 11          | 1          |
| L. Zauri       | 26       | 0       | 2           | 0          | 1            | 0            | 0            | 0            | 0                | 0                | 0                | 0                | 1             | 0             | 0             | 0             | 28       | 0      | 2           | 0          |
| S. Zaza        | 1        | 0       | 0           | 0          | 0            | 0            | 0            | 0            | 0                | 0                | 0                | 0                | 0             | 0             | 0             | 0             | 1        | 0      | 0           | 0          |
| R. Ziegler     | 34       | 1       | 4           | 0          | 2            | 0            | 0            | 0            | 2                | 0                | 1                | 0                | 4             | 0             | 0             | 0             | 42       | 1      | 5           | 0          |